# Халфорд Макиндер
Халфорд Џон Макиндер (Гејнсбороу, 15. фебруар 1861 — 6. март 1947) био је енглески географ, академик и политичар.
Сматра се једним од оснивача геополитике и геостратегије. Био је први директор универзитетског стручног колеџа у Редингу (који је постао Универзитет Рединг) од 1892. до 1903. и директор Лондонске школе економије од 1903. до 1908. године. Док је хонорарно наставио академску каријеру, био је и члан парламента Глазгова Камлачија од 1910. до 1922. године. Од 1923. био је професор географије на Лондонској школи економије.

## Биографија
Макиндер је рођен у Гејнсбороу, Линколншир, у Енглеској, као син доктора, и школовао се у гимназији краљице Елизабете у Гејнсбороу, Епсом колеџу и Крист Черчу у Оксфорду. На Оксфорду је почео да студира природне науке, специјализујући зоологију код Хенрија Нотиџа Мозлија, који је био природњак у експедицији Челенџера. Када се окренуо проучавању историје, приметио је да се враћа „старом интересовању и да се бави модерном историјом са идејом да види како ће се теорија еволуције појавити у људском развоју“. Био је снажан заговорник третирања и физичке географије и људске географије као једне дисциплине. Макиндер је био председник Оксфордске уније 1883.
Дипломирао је биологију 1883. и дипломирао је модерну историју следеће године.
Године 1904. Макиндер је у Краљевском географском друштву дао рад на тему „ Географски стожер историје“, у коме је формулисао теорију Хартленда. Ово се често сматра кључним, ако не и кључним моментом геополитике као области проучавања, иако Макиндер није користио тај термин. Док је Хеартланд теорија у почетку добијала мало пажње изван географије, ова теорија ће касније имати одређени утицај на спољну политику светских сила. Вероватно разочаран што није добио пуну столицу, Макиндер је напустио Оксфорд и постао директор Лондонске школе економије исте године. После 1908. концентрисао се на заговарање империјалног јединства и држао предавања само повремено. Неуспешно се кандидовао као либерални униониста на допунским изборима за Хавицк Бургхса 1909. године. Изабран је у парламент у јануару 1910. као члан либералног униониста у изборној јединици Глазгов Камлачи и поражен је 1922. као униониста. Проглашен је витезом (sir) 1920. за своје заслуге као посланик.

## Значај
Макиндеров рад утро је пут за успостављање географије као посебне дисциплине у Уједињеном Краљевству. Његова улога у подстицању наставе географије је вероватно већа од улоге било ког другог британског географа.
Макиндеру се често приписује увођење два нова термина у енглески језик: „манпавер“ и „хартленд“.
Године 1944. добио је медаљу Чарлса П. Дејлија од Америчког географског друштва, а 1945. је награђен медаљом покровитеља Краљевског географског друштва за заслуге у унапређењу еографије.
Хартленд теорија и уопштено говорећи класична геополитика и геостратегија били су изузетно утицајнe у креирању америчке стратешке политике током периода Хладног рата а вероватно и касније. Теорија је поново актуеилозвана у контексту примене на кинеску иницијативу Појас и пут.

## Дела
- Mackinder, H.J (март 1887). „On the Scope and Methods of Geography”. Proceedings of the Royal Geographical Society and Monthly Record of Geography. 9 (3): 141—174. JSTOR 1801248. doi:10.2307/1801248.,  , New Monthly Series,
- Mackinder, H.J. Sadler, M.E (1890). University Extension: Has it a Future?. London: H. Frowde.. Frowde, 1890.
- MacKinder, H.J. (1890). „The physical basis of political geography”. Scottish Geographical Magazine. 6 (2): 78—84. doi:10.1080/14702549008554692., 1890, pp. .
- MacKinder, H. J. (мај 1900). „A Journey to the Summit of Mount Kenya, British East Africa”. The Geographical Journal. 15 (5): 453—476. Bibcode:1900GeogJ..15..453M. JSTOR 1774261. doi:10.2307/1774261.
- Mackinder, H.J (1902). „Britain and the British seas”. The Geographical Journal. New York: D. Appleton and company. 19 (4): 489. Bibcode:1902GeogJ..19..489M. JSTOR 1775247. doi:10.2307/1775247.
- Mackinder, H.J. „An Expedition to Possil, an Outpost on the Frontiers of the Civilised World”. The Times.. 12 October 1903.
- Mackinder, H.J. "The geographical pivot of history". The Geographical Journal, 1904, 23, pp. 421–37. Available online as Mackinder, H.J. "The Geographical Pivot of History", in „Democratic Ideals and Reality” (PDF). Архивирано из оригинала (PDF) 5. 3. 2009. г., Washington, DC: National Defence University Press, 1996, pp. 175–194.
- Mackinder, H.J. "Man-Power as a Measure of National and Imperial Strength", National and English Review, XLV, 1905.
- Mackinder, H.J. „Geography and History”. The Times.. 9 February 1905.
- Mackinder, H.J. as editor of The Regions of the World series which includes the 1902 Britain and the British Seas mentioned above—which included The nearer East. New York, D. Appleton and company. 1902.. by D.G. Hogarth London, Henry Frowde, 1902 and 1905
- Mackinder, H.J (1907). Our own islands; an elementary study in geography. London: G.. Philips, 1907
- Mackinder, H.J (1908). The Rhine. New York: Dodd, Mead.
- Mackinder, H.J (1910). Eight lectures on India. London: Waterlow.. 1910.
- Mackinder, H.J (1914). The modern British state : An introduction to the study of civics. London: G.. Philip, 1914.
- Mackinder, H.J. (1919). Democratic Ideals and Reality: A Study in the Politics of Reconstruction. New York: Holt.. Available online as Democratic ideals and reality; a study in the politics of reconstruction. National Defence University Press. 1919.. „Democratic Ideals and Reality” (PDF). Архивирано из оригинала (PDF) 5. 3. 2009. г., Washington, DC:, 1996.
- Mackinder, H.J (1943). „The round world and the winning of the peace”. Foreign Affairs, 21 (1943) 595–605. Available Online as Mackinder, H.J. "The Round World and the Winning of the Peace", in „Democratic Ideals and Reality” (PDF). Архивирано из оригинала (PDF) 5. 3. 2009. г.: 195—205. Спољашња веза у |journal= (помоћ), Washington, DC: National Defence University Press, 1996, pp. .